# I Wanna Be the Guy
I Wanna Be the Guy: The Movie: The Game (abbreviato in I Wanna Be the Guy o semplicemente IWBTG) è un videogioco freeware uscito per la prima volta nell'ottobre 2007 e creato da Mike "Kayin" O'Reilly e dal giugno 2008 è in via di sviluppo come beta release. Si tratta di un gioco platform d'avventura, ispirato ai vecchi video game a 8 bit per quanto riguarda la grafica. È conosciuto in particolare per l'estrema difficoltà dei suoi elementi platform e per il design poco ortodosso delle schermate di gioco. L'intero gioco è stato creato con l'ausilio del software Multimedia Fusion 2.

## Trama
Come in molti dei tradizionali giochi parodiati da IWBTG, la trama è molto semplice e non influisce fortemente sullo svolgimento del gioco. Il giocatore assume il ruolo di The Kid ("Il Ragazzino"), che affronta la missione per diventare The Guy ("L'Uomo"). La trama viene narrata da un messaggio alquanto oscuro all'inizio del gioco, come parodia delle rozze traduzioni dal giapponese e dell'inglese sgrammaticato dei primi giochi NES.
(Introduzione)

## Modalità di gioco
Il giocatore controlla The Kid, il cui sprite è più piccolo di qualunque altro nemico. I controlli si limitano al muoversi a destra/sinistra, saltare e sparare. Nemici diversi dai Boss sono molto rari, e si muovono sempre in modo prevedibile, seguendo percorsi preimpostati.
IWBTG è composto da numerose zone suddivise in molte schermate, che sono prevalentemente mescolanze di giochi Nintendo, come Tetris, Super Ghouls 'n Ghosts, The Legend of Zelda, Mega Man e Metroid. Alla fine di ogni zona bisogna sconfiggere un enorme boss per proseguire. I primi sette boss (Mike Tyson; Mecha Birdo; Dracula; Kraidgief; Mother Brain; Bowser, Wart e Dr. Wily; e Devil Dragon da Mega Man 2) sono adattati da classici giochi platform, ma il loro modo di agire e il loro aspetto sono stati modificati per IWBTG. Il boss finale, il padre di The Kid in persona, è stato creato appositamente per IWBTG. Il gioco parodia molti videogame dell'epoca 8-bit, insieme con alcuni meno scontati, come l'uso frequente di rimandi ed effetti sonori ripresi dal gioco Nintendo Mario Paint.
IWBTG è celeberrimo per la sua difficoltà.
La maggior parte dei paesaggi è stata congegnata con lo scopo di far morire il giocatore. Unitamente alla gamma classica di pericoli individuabili, come punte e burroni, vi sono molte minacce meno comuni, gran parte delle quali sono del tutto impossibili da evitare senza esserne già a conoscenza (come i pezzi di Tetris e i "Frutti Deliziosi", che possono cadere in giù, in su o lateralmente).
The Kid muore sempre con un solo colpo, esplodendo in una massa di sangue. Malgrado ogni morte risulti un "Game Over", al giocatore è permesso effettuare un infinito numero di tentativi.
Dalla schermata iniziale ci sono tre diverse strade da percorrere; ognuna di esse conduce alla fine alla stessa schermata di teletrasporto che riporta all'inizio. Pertanto, per completare il gioco bisogna concludere tutti e tre i percorsi.
Il gioco ha quattro livelli di difficoltà: Medium (media difficoltà), Hard (difficile), Very Hard (molto difficile) e Impossible (impossibile). La differenza sostanziale tra questi livelli è il numero di checkpoint disponibili durante il gioco: 62, 41, 22, o nessun punto di salvataggio. Inoltre, quando si gioca a difficoltà Medium, sui capelli di The Kid c'è un fiocco rosa, e tutti i punti di salvataggio extra sono chiamati "WUSS" ("scarso") invece di "SAVE".

### Oggetti segreti
All'interno del gioco sono celati 6 oggetti segreti che The Kid può prendere toccandoli. Le mappe in cui essi si trovano sono quasi sempre di una difficoltà superiore alla media, e per individuarli è necessario esplorare con grande attenzione ogni schermata, per localizzare le zone segrete in cui essi sono contenuti. Quando The Kid prende un oggetto, questo scompare e viene collocato nella "Room of Divine Transportation" ("Stanza del Trasporto Divino"), una stanza collocata quasi all'inizio del gioco (vedi). Raccogliere tutti gli oggetti (che sono parti di un'arma smontata) non reca nessun vantaggio, e la loro raccolta rappresenta solo una sfida personale: senza aver preso i 6 oggetti, il gioco non può dirsi del tutto completato anche dopo aver sconfitto il boss finale.

### Stanza del Trasporto Divino
La "Room of Divine Transportation" è una schermata situata quasi all'inizio del gioco. Come dice il nome, essa permette di muoversi attraverso il gioco con facilità, poiché ogni volta che un boss viene sconfitto in essa appare ne appare l'icona: saltandoci dentro, The Kid viene teletrasportato nella schermata immediatamente successiva a quella del boss relativo. L'unica eccezione è il Dragon Devil, il settimo boss: la sua icona non compare nemmeno a boss sconfitto, perciò per raggiungere il "Castle of the Guy", la zona finale successiva al Dragon Devil, è necessario superare nuovamente il percorso fino a lui e sconfiggerlo.
Una grande comodità è che, dopo aver sconfitto The Guy, in qualunque momento del gioco è possibile teletrasportarsi alla "Room of Divine Transportation" semplicemente premendo il tasto Backspace.

### Giochi legati aIWBTG
Nel 2008 Kayin ha distribuito un nuovo gioco con protagonista The Kid, chiamato I Wanna Save the Kids (o IWSTK). Si tratta di un prequel di IWBTG, e la meccanica di gioco è ispirata a Lemmings: The Kid deve riuscire a salvare dei ragazzini, che si muovono in avanti noncuranti dei pericoli, e portarli al sicuro in una sorta di casetta. Per farlo ha a disposizione vari strumenti, ma spesso e volentieri è costretto a procurarsi questi strumenti superando mappe degne di IWBTG, con tanto di spine, mele cadenti e altro. Il gioco è tuttora un alpha-test ed è in via di sperimentazione.
Inoltre Kayin ha messo in commercio un altro gioco, anch'esso con protagonista The Kid, chiamato I Wanna Be the Guy: Gaiden (o IWBTGG). Si tratta di un sequel di IWBTG: in Gaiden, The Lad cerca di trovare The Kid, dopo essere diventato The Guy.
Oltre ai giochi ufficiali si contano anche diversi fangame, creati dai fan usando lo stesso motore (MMF2) e aventi come protagonista assoluto The Kid. Un esempio è costituito da I Wanna Be the Fangame (IWBTF), creato da universitari, simile ad IWBTG sia per difficoltà che per inventiva (anch'esso parodia svariati giochi famosi, uno tra tutti Pokémon). Kayin si è dimostrato ben disposto verso questi fangame, permettendone la creazione senza alcun tipo di impedimento o copyright.